# Muhammad al-Shaykh al-Wattasi
Abū ʿAbd Allāh Muḥammad al-Shaykh ibn Yaḥyā al-Wattāṣī (in arabo أبو عبد الله الشيخ محمد بن يحي‎?; ... – 1504)  è stato il fondatore della dinastia wattaside del Maghreb al-Aqsa (attuale Marocco). Prese il potere dopo che l'ultimo sultano merinide Abu Muhammad Abd al-Haqq II venne massacrato nel 1465. La dinastia da lui fondata regnò sulla città di Fès e sui territori ad essa limitrofi dal 1472 al 1554. Morì nel 1504 e gli succedette al trono il figlio Muhammad al-Burtuqali.

## Storia

### Visirato wattaside
La dinastia wattaside fu per molto tempo una famiglia visirale: molti sultani della dinastia merinide infatti nominarono i loro visir tra i membri della famiglia wattaside. Questa famiglia incrementò notevolmente il proprio potere con l'inizio del declino della dinastia merinide, iniziato dopo la morte del sultano Abu Inan Faris, avvenuta nel 1358. Il picco del potere visirale della famiglia fu dopo l'assassinio del sultano Abu Sa'id Uthman III, avvenuta nel 1421: il governatore di Salé Abu Zakariyya Yahya al-Wattasi, giunse a Fès, occupò il palazzo reale e nominò nuovo sultano il figlio di Abū Saʿīd ʿUthmān III, Abu Muhammad Abd al-Haqq II, che aveva solo un anno di età, nominando se stesso reggente e visir del nuovo sultano, e detenendo di fatto il potere.
Abū Zakariyyā morì nel 1448 e gli succedette alla carica di visir ʿAlī ibn Yūsuf. Sotto il suo visirato i Portoghesi, su richiesta del Papa, prepararono un grosso esercito con l'intento iniziale di usarlo contro gli ottomani che avevano conquistato Costantinopoli nel 1453, ma il re Alfonso V del Portogallo cambiò idea e preferì utilizzare questa grossa armata contro il Marocco, riuscendo a conquistare la città di Ksar es-Sghir.

### Massacro dei visir
Il padre di Muḥammad al-Shaykh, Yaḥyā ibn Abī Zakariyyā succedete ad ʿAlī b. Yūsuf come visir wattaside nel 1458.

Nel 1459 il sultano Abu Muhammad Abd al-Haqq II, ormai adulto, scoprì la cospirazione wattaside atta ad eliminare definitivamente i Merinidi e a sostituirsi a loro nel governo. Massacrò quasi tutti i componenti della famiglia wattaside, solo due membri della dinastia si salvarono e si rifugiarono nel Rif, uno dei due sopravvissuti fu proprio Muḥammad al-Shaykh al-Wattāṣī.

### Massacro di Fāṣ del 1465
Il sultanato merinide aveva iniziato a declinare dopo la morte del sultano Abū ʿInān Fāris (avvenuta nel 1358): molte province non riconobbero più l'autorità merinide, le pestilenze decimarono la popolazione, i portoghesi conquistarono nel 1415 Ceuta, la più importante città portuale del sultanato merinide, la Reconquista in al-Andalus provocò l'arrivo in Marocco di decine di migliaia di profughi musulmani ed ebrei in fuga dall'Inquisizione che causarono un sovraffollamento nelle città del Marocco e un aumento dei prezzi dei beni di prima necessità. In questa situazione divennero molto popolari i predicatori mistici che aizzavano contro i Merinidi e fomentavano l'intolleranza religiosa.

Quando Abd al-Ḥaqq prese il potere e massacrò i suoi reggenti Wattasidi, la situazione economica del regno era disastrosa, il sultano quindi delegò il compito di risolvere questa terribile situazione a un suo capace cortigiano ebreo: Haron ben Batash. Haron riuscì ad assolvere questo compito, stabilizzando l'economia del sultanato merinide e per questo motivo divenne un favorito del sultano, acquisendo la carica di visir e ottenendo poteri immensi nel regno. Haron una volta diventato potentissimo iniziò a comportarsi con prepotenza nei confronti della popolazione musulmana, nel 1465 del vino venne trovato in una moschea che si trovava nei pressi del mellah (il quartiere ebraico) e la colpa venne data agli ebrei, al contempo si diffuse la notizia che Haron aveva umiliato pubblicamente una donna musulmana. Ciò provocò il massacro di Fès del 1465, in cui il sultano ʿAbd al-Ḥaqq, il visir Haron ben Batash e la maggior parte degli ebrei di Fāṣ furono attaccati e massacrati dalla folla inferocita. Furono risparmiati solo alcuni ebrei che si rifugiarono nelle moschee e che si convertirono prudenzialmente all'Islam.

### Salita al potere
Dopo il massacro venne nominato sultano dagli sceicchi dell'università al-Qarawiyyin un discendente degli Idrisidi, Muḥammad ibn ʿAlī al-Gūṭī.

Uno dei superstiti al massacro degli Wattasidi commesso da ʿAbd al-Ḥaqq anni prima, Muḥammad al-Shaykh al-Wattasi, saputo della morte del sultano merinide, allestì immediatamente un esercito e arrivò a Fès nel 1472, facendosi nominare sultano, detronizzando Muḥammad ibn ʿAlī.

### Gli ebrei iberici
Muḥammad al-Shaykh si dimostrò particolarmente tollerante, permettendo agli ebrei che si dovettero convertire all'Islam per non venire massacrati durante la rivolta del 1465 di riconvertirsi all'Ebraismo. Cacciò inoltre da Fès il fanatico predicatore Muhammad al-Maghili, molto ostile agli ebrei.

Nel 1492, a seguito della cacciata degli ebrei dalla Spagna del 1492 e dal Regno del Portogallo del 1496, Muḥammad al-Shaykh accolse molti ebrei iberici nei territori sotto il suo controllo, la maggior parte dei quali raggiunsero le città di Fès, in questa città infatti si rifugiarono 20.000 ebrei iberici, che rinforzarono la comunità distrutta nel 1465, unendosi ad essa.
I cronisti ebrei dell'epoca sono unanimi nel descrivere l'accoglienza accordata dal sultano Muḥammad al-Shaykh al-Wattāṣī ai rifugiati spagnoli e portoghesi (megorashim) nel 1492 e nel 1496. Uno dei principali cronisti fu un cacciato dalla Spagna che si rifugiò a Fès, il rabbino Abraham ben Solomon di Torrutiel, che definì il sultano Muhammad un Giusto tra le nazioni.
Bande di predoni, tuttavia, attaccarono i numerosi ebrei in marcia verso Fès. Una volta arrivati lì, gli ebrei trovarono una mancanza di alloggi e si accamparono nei campi circostanti la città fino a quando non edificarono le loro case, ampliando il mellah di Fāṣ. Tra questi ebrei ci furono importanti autorità religiose ebraiche quali Jacob Qénizal, Abraham Saba, Abraham de Torrutiel, Joshua Corcos, Naḥman Sunbal, e altri. Molti componenti delle famiglie di questi ebrei serviranno i sultani marocchini come tesorieri, ambasciatori, coniatori, traduttori e mercanti fino al XIX secolo.

### Morte e successione
Muḥammad al-Shaykh al-Wattāṣī morì nel 1504 e gli succedette al trono il figlio Muhammad al-Burtuqali.